# وذمة وعائية
الوَذَمَةٌ الوِعائِيَّة أو الاستسقاء الوعائي، والمعروف أيضًا باسم وذمة كوينكه، وَذَمَةٌ وِعائِيَّةٌ عَصَبِيَّة، هو تورم السريع (وذمة) في الأدمة والأنسجة تحت الجلد، والأنسجة المخاطية وتحت المخاطية. وهو مشابه جدًا للشرى، ولكن الشرى، المعروف باسم خلايا النحل، يحدث في الأدمة العليا.
يجب أن يتم التعامل مع الوذمة الوعائية كحالة طبية طارئة لأنها تتطور بشكل سريع، حيث يمكن حدوث انسداد مجرى الهواء والاختناق. يكون الأدرينالين منقذ للحياة عندما يكون سبب الوذمة الوعائية حساسية. ولم يثبت نفع الادرينالين في حالات الوذمة الوعائية الوراثية.

## التصنيف
- وذمة وعائية مكتسبة

قد تكون مناعية أو غير مناعية أو مجهولة السبب. وعادة يكون سببها الحساسية ويحدث معها أعراض الحساسية الأخرى والشرى. وقد تحدث كعرض جانبي لأدوية معينة وبخاصة مثبطات الإنزيم المحول للأنجيوتنسين. تتميز بنوبات متكررة من التورم، في كثير من الأحيان في الوجه والشفتين واللسان، الأطراف، والأعضاء التناسلية. وذمة الغشاء المخاطي المعوي تؤدي عادة إلى آلام شديدة في البطن. أما إذا حدثت في الجهاز التنفسي العلوي، يمكن أن تكون مهددة للحياة.
- وذمة وعائية وراثية

موجود في ثلاثة أشكال، وكلها ناتجة عن طفرة جينية موروثة في صورة وراثة سائدة. النوعان الأول والثاني سببهما طفرات في الجين SERPING1، مما يؤدي إلى إما تقلص مستويات البروتين C1-المانع (النوع الأول) أو خلل وظيفي في نفس البروتين (النوع الثاني). أما النوع الثالث فقد تم ربطه مع طفرات في الجين F12، الذي يشفر بروتين التخثر الثاني عشر.

## العلامات والأعراض

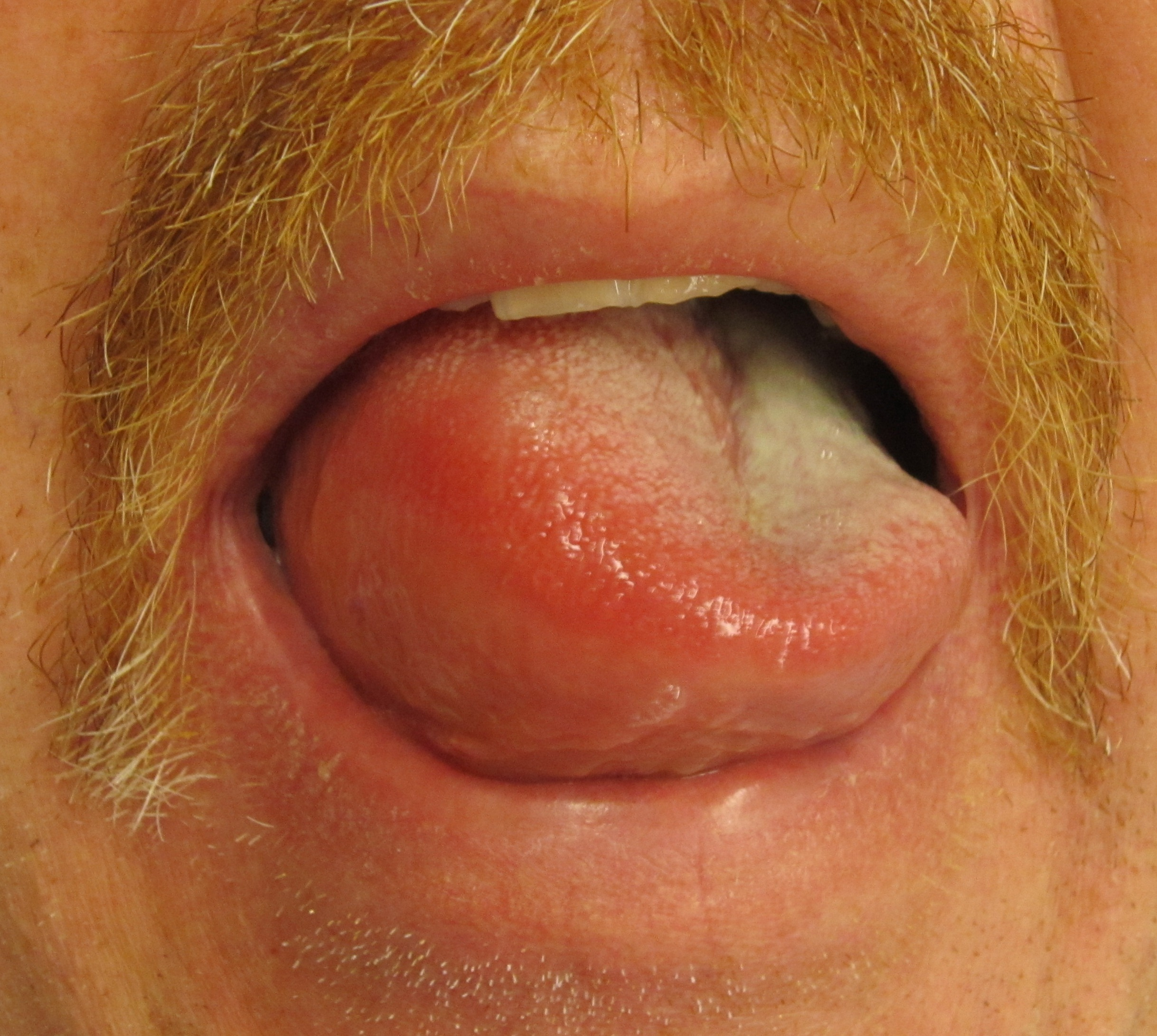
وذمة وعائية مصيبة نصف اللسان فقط

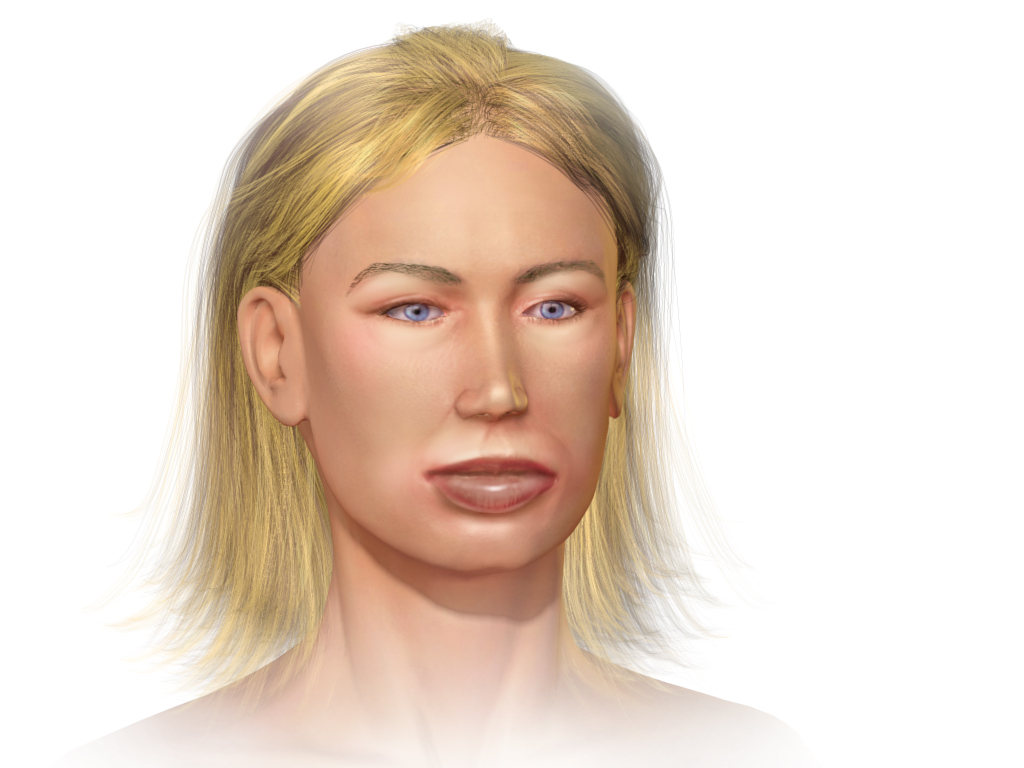
رسم توضيحي للوذمة الوعائية حول الشفتين

يحدث تورم في جلد الوجه، عادة حول الفم، والغشاء المخاطي للفم و/أو الحلق، وكذلك اللسان في فترة من دقائق إلى ساعات. قد يحدث التورم في أي مكان آخر، عادة في اليدين.يمكن أن يكون التورم مثيراً للحكة أو مؤلماً. قد يحدث أيضاً نقص في الإحساس قليلاً في المناطق المتضررة بسبب ضغط الأعصاب. أما الشرى فقد يظهر في تفس الوقت.

## التشخيص
يعتمد التشخيص في الأساس على الأعراض السريرية.
فشل وذمة وعائية وراثية للاستجابة لمضادات الهيستامين أو المنشطات، ملاحظة هامة والسمة التي تميزها عن الحساسية.

## الفسيولوجيا المرضية
يلعب البراديكينين دورا حاسماً في جميع أشكال الوذمة الوعائية الوراثية. هذا الببتيد هو موسع وعائي فعَّال ويزيد من نفاذية الأوعية الدموية، مما يؤدي إلى تراكم سريع للسوائل في الخلالي. ويظهر ذلك بوضوح في الوجه حيث تكون نسبة النسيج الضام الداعم أقل ويحدث التورم بسهولة. يتم إفراز البراديكينين من أنواع خلايا مختلفة استجابةً للعديد من المثيرات المختلفة. كما أنه وسيط الألم. وقد تبين أن تثبيط البراديكينين يخفف من أعراض الوذمة الوعائية الوراثية.

## المعالجة

### الوذمة الوعائية الأرجية
في حالة الوذمة الوعائية الأرجية، تَجنُّب مثيرات الحساسية واستعمال مضادات الهيستامين قد يمنعان حصول نوبات في المستقبل. يعد السيتريزين أحد أشهر الأدوية المضادة للهيستامين التي يتم وصفها للوذمة الوعائية.أظهر بعض المرضى نجاحاً عند مزج جرعة منخفضة ليلاً من السيتريزين لتعديل وتيرة وشدة الهجمات، تليها جرعة أعلى من ذلك بكثير عند حدوث نوبة فعلية. قد تتطلب حالات الوذمة الوعائية الشديدة إجراء إزالة التحسس لمسبب الحساسية المزعوم، لأنه قد تحدث حالات وفاة. تتطلب الحالات المزمنة العلاج باستخدام الستيرويد، الأمر الذي يؤدي عموماً إلى استجابة جيدة. في الحالات التي يكون فيها نوبة الحساسية على وشك سد مجرى الهواء، الأدرينالين قد يكون منقذاً للحياة.